# عمر نجدي
عمر نجدي هو لاعب كرة قدم مغربي من مواليد 24 سبتمبر 1986 ، يشغل مركز مهاجم .

## روابط خارجية
- عمر نجدي على موقع قاعدة بيانات كرة القدم.إي يو (الإنجليزية)
- عمر نجدي على موقع كووورة

- Profile at mountakhab.net
- Profile at mountakhab.net